# L-410 (航空機)
L-410
クビンカでのLET L-410MU
- 用途：旅客機
- 製造者：LETクノヴィツェ
- 運用者：アエロフロートなど
- 初飛行：1969年4月16日
- 生産数：1,138機（2009年1月時点）[1][2]
- 運用開始：1971年
- 運用状況：運用中

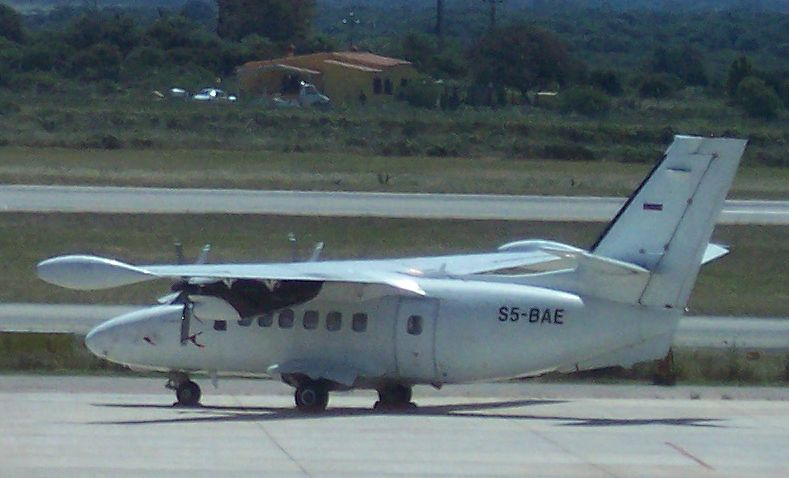
LET L-410UVP-E

L-410は、チェコスロバキア時代にLETクノヴィツェ社が開発したターボプロップ双発旅客機である。ソ連などのほかの東欧諸国でもレシプロ複葉機であるAn-2の更新用として多数が導入された。総生産機数は1,100機以上。
ここではその派生型であるL-420についても述べる。

## 概略
LETクノヴィツェは、ソ連を除く東欧諸国では随一の航空機メーカーであり、地方の旅客や貨物運搬用、航法訓練用など多目的に投入するために開発されたもので、1969年4月16日にプロトタイプである初号機が初飛行に成功した。
このプロトタイプは、チェコスロバキア国産のワルター M601 ターボプロップエンジン開発遅延のため、プラット・アンド・ホイットニー・カナダ PT6A-27 ターボプロップエンジンを装着して使用された。
PT6A-27 エンジンを装着し量産されたものがL-410Aである。L-410Aが航空会社に就航したのは1971年であった。
M601 エンジンの開発成功後は、三枚ブレードのアヴィア V508 プロペラと共にM601 エンジンへ換装された。この量産型がL-410Mである。
また、アエロフロート用としてSTOL性能を高めたL-410M UVPが開発された。L-410M UVPはSTOL性能を高めた代わりに、空虚重量が増加し、さらに重心も移動させたため、搭乗可能旅客数が15名まで減少した。
もっとも多く運用されているL-410M UVP-Eは、最大離陸重量を6,400kgにまで高めたもので、強化されたM601E エンジンと共に、5翔のV510 プロペラを装備し、搭載燃料量を増加させるため翼端に増槽タンクを取り付けた。
L-410UVP-E9とUVP-E20は様々な証明、法規に起因するマイナーチェンジ版で、最後に製造されたL-420は、M601F エンジンを装着した派生型である。L-410M UVP-Eで6,400kgだった最大離陸重量は、UVP-E9とE20では6,600kgにまで増加し、これにより搭載可能乗客数も17-19名にまで増加した。
L-410M UVP-Eは、非与圧の全金属型高翼コミューター機で、引き込み式の降着装置を装備する。また、主用と非常用の2系統からなる油圧系統を持ち、主電源系統は直流28Vである。防氷装置は主翼前縁に除氷ブーツを装備し、プロペラ、操縦室風防、ピトー・スタティック系統の防氷は電熱によって行う。
この航空機は、計器飛行方式による運航が可能で、カテゴリーIの計器着陸装置を用いた着陸ができ、また、アイシングコンディション下の運航も可能であり、未舗装滑走路からの発着も可能である。
1,100機以上が製造され、おおよそ500機近くが現在も運用されている。多くはソ連に供給されたが、その多くは売却されており、アジアやアフリカ、北アメリカで運用されている。40機はヨーロッパでコミューターかスカイダイビング用に運用され、また、数は不明だがロシアや旧ソ連圏にも存在する。

## バリエーション
L-410
プロトタイプで、3機が製造された。
L-410A
プラット・アンド・ホイットニー・カナダ PT6A-27ターボプロップエンジンを装備した最初の量産型。12機が製造された。
L-410AB
4翔プロペラを装備したバージョン。
L-410AF
空中撮影用機。ハンガリーへ供給された。
L-410AG
L-410Aを改良したもの。
L-410AS
ソ連に供給された試験用機。5機が製造された。
L-410FG
写真測量用機。
L-410M
ワルター M601ターボプロップエンジンを装備した2度目の量産型。
L-410AM
M601B エンジンを装備したタイプで、L-410MAやL-410MUとも呼ばれる。
L-410UVP
3度目の量産型で、全面的な改修がなされている。大きく改修された点は貨物室、水平尾翼で、また、主翼幅も0.80m延ばされ、M601B エンジンを装備している。UVPタイプにはSTOL性能が装備された（UVPとは、ロシア語で短距離離着陸の意）。
L-410UVP-S
客室ドアが上方へ拡大されたタイプ。
L-410UVP-E
M601E エンジンに換装されたタイプで、5翅のプロペラと、翼端に増槽タンクを持つ。
L-410T
大きな乗降ハッチ（1.25m×1.46m）を持つタイプで、医療用航空機のように6台の担架と医師、もしくは12名の落下傘部隊を搭載することができる。また、1,000kgの貨物コンテナを搭載することもできる。
L-420
L-410UVP-EのエンジンをM601Fに換装したもの。
L-410NG
L-410UVPからノーズ部分を長くし、ガーミン社製のグラスコックピットを取り入れている。2015年6月29日に初飛行。

## 運用国

### 軍用
- バングラデシュ - 2024年時点で、バングラディシュ空軍が3機のL-410UVPを保有[4]。
- ブルガリア - 2024年時点で、ブルガリア空軍が2機のL-410UVP-Eを保有[5]。
- チェコ - 2024年時点で、チェコ空軍が2機のL-410FG、4機のL-410UVP-Eを保有[6]。
- ジブチ - 2024年時点で、ジブチ空軍が1機のL-410UVPを保有[7]。
- ホンジュラス - 2024年時点で、ホンジュラス空軍が1機のL-410（リース機）を保有[8]。
- リトアニア - 2024年時点で、リトアニア空軍が2機のL-410を保有[9]。
- モザンビーク - 2024年時点で、モザンビーク空軍が1機のL-410UVP-Eを保有[10]。
- ロシア - 2024年時点で、ロシア空軍が27機のL-410を保有[11]。
- スロバキア - 2024年時点で、スロバキア空軍が1機のL-410FG、2機のL-410Tを保有、4機のL-410UVPを保管中[12]。
- スロベニア - 2024年時点で、スロベニア空軍が1機のL-410を保有[13]。
- チュニジア - 2024年時点で、チュニジア空軍が3機のL-410を保有[14]。

## スペック（L-410UVP-E）

### 概要
- 操縦乗員：2名
- 最大人員：19名（もしくは1,710kgの貨物）
- 全長：14,42m
- 翼巾：19,98m
- 高さ：5,83m
- 翼面積：35,18m²
- 空虚重量：3,725kg
- 最大着陸重量：5,800kg
- 最大離陸重量：6,400kg
- エンジン：ワルター M601E ターボプロップ双発 559kW（750hp）

### 性能
- 最高速度：388km/h
- 最大巡航速度：311km/h
- 最大実用上昇高度：7,000m
- 航続距離：1,040km
- 最大上昇率：468m/min（片発の場合90m/min）